# Парламентские выборы в Чехии (2002)
Парламентские выборы в Чехии 2002 года проходили 14 и 15 июня. На 200 мест Палаты депутатов Чехии претендовало 29 партий. Выборы проходили по пропорциональной системе. Явка избирателей на выборах составила 58 %.

## Результаты
| |                     |        |            |
| Партия | Голосов             | Мест   | Δ          |
| Чешская социал-демократическая партия                                                                             | 1 440 279 (30,20 %) | 70     | ▼ 4        |
| Гражданская демократическая партия                                                                                | 1 166 975 (24,47 %) | 58     | ▼ 5        |
| Коммунистическая партия Чехии и Моравии                                                                           | 882 653 (18,51 %)   | 41     | ▲ 17       |
| Христианско-демократический союз — Чехословацкая народная партия и Союз свободы — Демократический союз (коалиция) | 680 671 (14,21 %)   | 22 и 9 | ▲ 2 и ▼ 10 |
| Союз независимых кандидатов                                                                                       | 132 699 (2,78 %)    | 0      | ▬          |
| Партия зелёных (Чехия)                                                                                            | 112 929 (2,36 %)    | 0      | ▬          |

## Последствия
По итогам выборов Чешская социал-демократическая партия удержала власть в стране, а 12 июля её лидер и экс-министр труда Владимир Шпидла был назначен новым премьер-министром.